# Villa Cantaluppi Giuliani
Villa Cantaluppi Giuliani, nota anche come Villa Giuliani, è una storica residenza di Brunate in Lombardia.

## Storia
L'edificio venne costruito nel 1910 dall'impresa Boggia con graffiti eseguiti dalla ditta Giovanni Ghielmetti di Como. Originariamente appartenuta alla famiglia Cantaluppi, la villa vede diversi passaggi di proprietà per poi diventare infine proprietà della famiglia Giuliani. Nel 2001 viene concessa in comodato gratuito all'Amministrazione Comunale e all'Associazione Nazionale Alpini di Brunate.
Negli anni 1940 la villa fu oggetto di una significativa ristrutturazione interna durante la quale le decorazioni ad affresco vennero coperte e diversi motivi liberty (come la scala e altri dettagli) furono sostituite da forme moderniste.

## Stile
La villa ha un impianto rettangolare a cui si accompagna un movimento in alzato. Alla struttura d'impianto tradizionale va ad aggiungersi un ricco apparato ornamentale, nelle modalità caratteristiche della seconda stagione del Liberty italiano, di cui Villa Cantaluppi Giuliani è l'esempio più tipico a Brunate.
La villa mostra due piani sulla strada, che diventano tre verso la valle. Degni di nota sono i doppi balconi a forma di loggia che si affacciano sui tre lati che danno sulla valle e la pensilina in vetro e ferro costruita sul fronte dell’ingresso.